# Kollektivhuset Sockenstugan

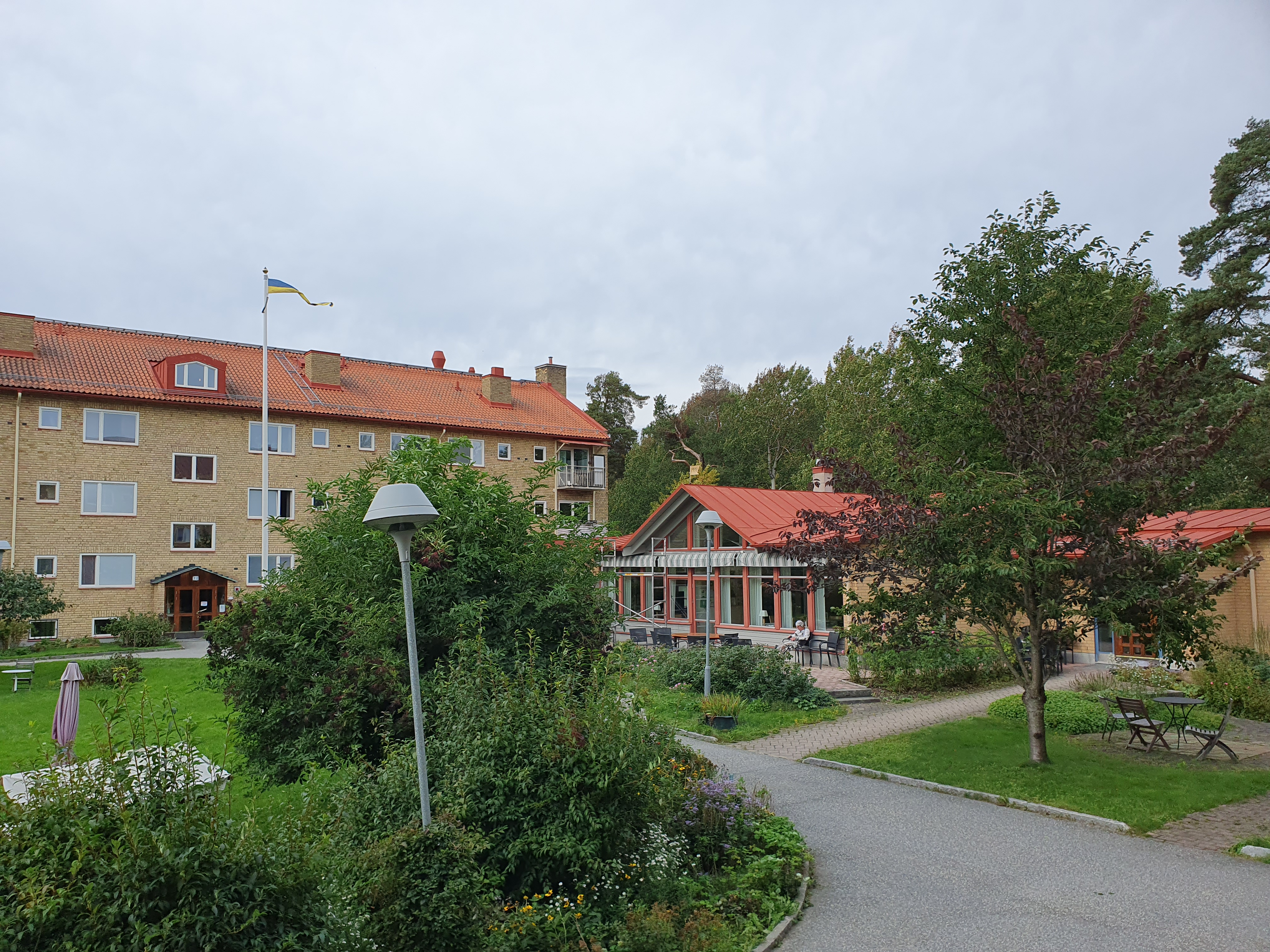
Kollektivhuset Sockenstugan, Skarpnäck, Stockholm

Kollektivhuset Sockenstugan är ett gemenskapsboende för "andra halvan av livet" i stadsdelen Skarpnäck, Stockholms stad. Sockenstugan är ett av många kollektivhus som etablerades i Stockholm efter ett politiskt beslut 1980, och beskrivs i en rapport från Arena Idé som "ett verkligt lyckat exempel".

## Byggnaderna
Byggnaderna utgjorde ursprungligen Enskede hemgård, invigd 1947, i första hand avsedd för pensionärer i närområdet. Det bestod av två bostadshus som planerades bindas samman av ett kapell. Lägenheterna var då 1 rum med kokvrå och toalett på cirka 25 kvadratmeter. 
På 1970-talet övertogs husen av det allmännyttiga bostadsföretaget AB Familjebostäder. 1999 invigdes kollektivhuset Sockenstugan. De små lägenheterna hade då slagits ihop till större ettor, tvåor och treor med badrum och kök. En tillbyggnad med storkök, allrum och gästrum hade byggts. I ena husets källare inreddes hobbyrum. Husen omges av en stor trädgård.

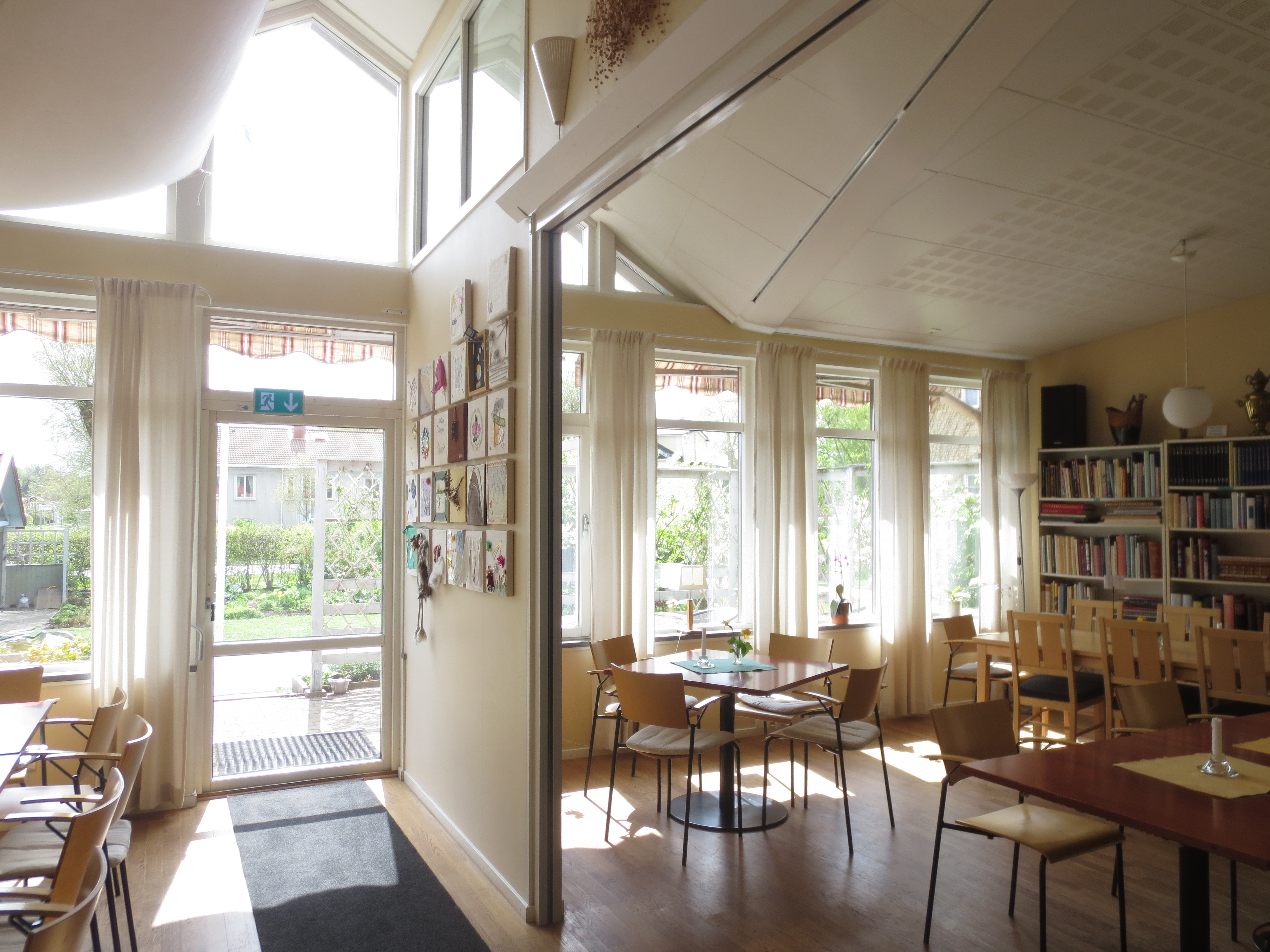
Kollektivhuset Sockenstugan. Allrummen.

## Kollektivet
Kollektivhuset riktar sig till personer 40 år och uppåt. Obligatoriskt arbete är matlagning/disk, städning av gemensamma ytor och trädgårdsarbete. Ett tjugotal arbetsgrupper står för driften av kollektivet.
De boende har vanliga hyreskontrakt med Familjebostäder, för sin egen lägenhet samt 8-12 kvadratmeter av de gemensamma ytorna. För att kunna anmäla intresse av att flytta in måste man vara medlem i föreningen. 
Den ideella föreningen Kollektivhuset Sockenstugan är tillika en lokal hyresgästförening.  Mellan Familjebostäder och Hyresgästföreningen Stockholm har boendeinflytandeavtal tecknats om bland annat städning av trapphus och skötsel av trädgård.
Sockenstugan är också medlem av paraplyorganisationen Kollektivhus NU.

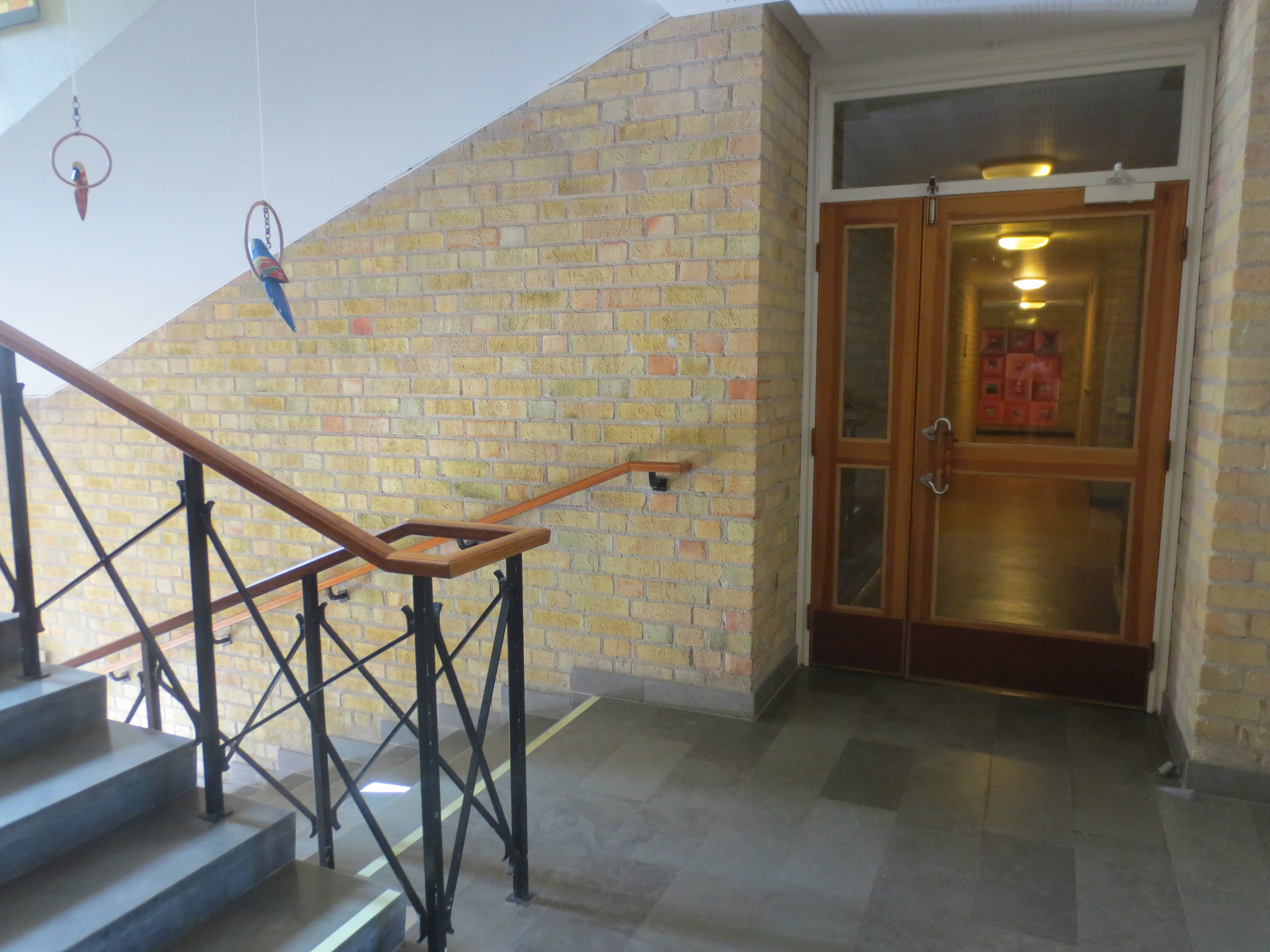
Kollektivhuset Sockenstugan. Trapphallen från 1947 i ett av bostadshusen.